# Ali Ibrahim Sidali
Ali Ibrahim Sidali (1927) è un attore italiano, di origini somale, attivo come attore bambino tra il 1937 e il 1939.

## Biografia
Nato nel 1927 Ali Ibrahim Sidali è il primo attore bambino afro-italiano ad affermarsi nel cinema italiano. Di origini somale, viene usato in film del periodo coloniale fascista ad incarnare l'ideale fascista del "buon selvaggio" che accetta di buon grado l'opera civilizzatrice italiana, collaborando alla sua realizzazione. La sua prima esperienza è in Sentinelle di bronzo (1937), come componente  di una tribù eritrea fedele all'esercito italiano nella sua guerra contro le truppe etiopi. Lo ritroviamo quindi in un ruolo analogo nel 1939 nel film Piccoli naufraghi, primo film italiano di avventura per ragazzi, interpretato da ragazzi. Anche in questo caso il piccolo africano si unisce al servizio di 12 ragazzini italiani naufraghi in un'isola deserta, che si trovano a combattere contro una banda di contrabbandieri che forniscono armi alle truppe etiopi. 
Per vedere un altro attore bambino afro-italiano in ruoli di rilievo occorre attendere i primi anni cinquanta con Angelo Maggio e quindi, in tempi molto più recenti, con Steven Manetto nella quinta stagione della serie Don Matteo (2006) o Fallou Kama nel film Il sole dentro di Paolo Bianchini (2012). Nel contesto postcoloniale dell'Italia del dopoguerra le questioni dell'"identità" e dell'"appartenenza" e quindi dell'"immigrazione" e "integrazione" si porranno allora in primo piano, mentre Sidali - al pari degli altri attori di origine africana presenti nel cinema italiano dell'epoca - opera ancora nel rigido contesto di segregazione segnato dalle istituzioni coloniali e dalle leggi razziali fasciste.

## Filmografia
- Sentinelle di bronzo, regia di Romolo Marcellini (1937)
- Piccoli naufraghi, regia di Flavio Calzavara (1939)